# Hypospila elongata
Hypospila elongata là một loài bướm đêm trong họ Noctuidae.